# 罗伯特·哈默
罗伯特·詹姆斯·哈默（Robert James Hamer，1911年3月31日—1963年12月4日）是一位英国电影导演和编剧。 1934年成为剪辑助理，1935年参与了希区柯克《牙买加旅店》的剪辑。1930年代末，他为GPO电影公司的纪录片工作。
当他在GPO的老板跳槽到伊灵制片厂后，哈默也被邀请加入伊灵。在那儿他拍摄了《粉红线与封蜡》（1946）、《周日总是下雨》（1947）和《仁心与冠冕》（1949）。哈默52岁时在伦敦圣托马斯医院因肺炎去世。